# Paruroctonus utahensis
Espèce
Synonymes
- Vaejovis utahensis Williams, 1968

Paruroctonus utahensis est une espèce de scorpions de la famille des Vaejovidae.

## Distribution
Cette espèce se rencontre aux États-Unis en Utah, en Arizona, au Nouveau-Mexique et au Texas et au Mexique au Chihuahua.

## Description
Le mâle holotype mesure 42,0 mm et la femelle paratype 54,3 mm.

## Systématique et taxinomie
Cette espèce a été décrite sous le protonyme Vaejovis utahensis par Williams en 1968. Elle est placée dans le genre Paruroctonus par Williams en 1972.

## Étymologie
Son nom d'espèce, composé de utah et du suffixe latin -ensis, « qui vit dans, qui habite », lui a été donné en référence au lieu de sa découverte, l'Utah.

## Publication originale
- Williams, 1968 : « Two new scorpions from western North America. » Pan-Pacific Entomologist, vol. 44, no 4, p. 313-321 (texte intégral).